# 긴서어나무
긴서어나무는 서어나무속에 속하는 나무로 넓은 나뭇잎이 가을에 떨어진다.
햇빛을 좋아하는 나무이지만 추위도 잘 견디어 낸다. 건조하고 척박한 곳이나 바닷가에서도 잘 자라지만 공해에는 약하다. 크게 자라면 10미터에서 15미터까지 자라며 굵기는 1미터까지 이르러 집을 짓거나 가구를 만드는데 사용할 수 있다.

## 같이 보기
- 서어나무